# I, Olga
I, Olga (Originaltitel: Já, Olga Hepnarová) ist eine Filmbiografie über die Amokläuferin Olga Hepnarová. Das Langfilmdebüt von Tomáš Weinreb und Petr Kazda wurde bei den Internationalen Filmfestspielen Berlin (Berlinale) 2016 als Eröffnungsfilm der Sektion Panorama präsentiert. Die Protagonistin wurde von Michalina Olszańska dargestellt. Der Schwarzweißfilm erzählt „vom Ausgestoßensein einer lesbischen Frau, die zur Mörderin wird“.

## Hintergrund
Olga Hepnarová (1951–1975, Tod durch Hinrichtung) stammte aus einer kleinbürgerlichen Familie in Prag, die Mutter war Zahnärztin, der Vater Bankbeamter. Im Alter von dreizehn Jahren nahm das Mädchen eine Überdosis Tabletten und wurde für ein Jahr lang Patientin auf der Psychiatrie in Opařany.
Nach einer Phase von Gelegenheitsjobs arbeitete Hepnarová als Lkw-Fahrerin. Am 10. Juli 1973 lenkte sie einen Lastwagen in eine Menschengruppe an einer Straßenbahnhaltestelle. Acht Personen starben, zwölf wurden verletzt. Vor ihrer Tat hatte die Fahrerin Bekennerschreiben an zwei Zeitungen geschickt. Auch im Strafprozess sagte Hepnarová aus, dass sie vorsätzlich gehandelt habe und ihr Handeln nicht bereue. Am 6. April 1974 wurde sie für schuldig erklärt und zum Tode verurteilt. Berufungsinstanzen passten das Urteil an, nicht jedoch die Strafe. Psychiatrische Untersuchungen hatten Hepnarová Zurechnungsfähigkeit attestiert.
Ein Antrag auf Begnadigung wurde abgelehnt. Olga Hepnarová wurde am 12. März 1975 im Gefängnis Pankrác hingerichtet.

## Film
I, Olga / Já, Olga Hepnarová zeichnet die wichtigsten biografischen Stationen der Lebens von Hepnarová nach, von den Jahren in der Jugendpsychiatrie bis zur Vollstreckung des Todesurteils. Die Protagonistin wählt für ihre Rolle in Familie und Gesellschaft das deutsche Wort „Prügelknabe“, auch in der Originalfassung des Films.

### Produktion
Die Filmemacher Tomáš Weinreb (* 1982) und Petr Kazda (* 1978) sind Absolventen der Filmakademie Miroslav Ondříček in Písek und der Film- und Fernsehfakultät der Akademie der Musischen Künste (FAMU) in Prag. Bereits vor Já, Olga Hepnarová / I, Olga (2016) hatten sie bei einigen Kurzfilmen und Dokumentationen zusammengearbeitet, so etwa bei Antero (2003), Eclipse (2006), Jan (2007), Všechno je sračka (2009), I&Me (2009), The Scientist (2012) und Playoff (2012).
Schon in ihrer frühen Gemeinschaftsarbeit Všechno je sračka / Everything Is Crap wurde die historische Olga Hepnarová thematisiert: In der 23-minütigen Kurzdokumentation kommen Personen zu Wort, die Hepnarová gekannt hatten, so etwa ihr Mitbewohner Miroslav David. Der Autor Roman Cílek, der zwei Bücher über Hepnarová veröffentlicht hatte, stand den Regisseuren beratend zur Seite. Später erinnerte er sich: „Als sie anfingen, sich mit dem Thema zu beschäftigen, waren die Regisseure etwa gleich alt wie Olga. Das ist interessant, denn hätte den Film ein 60-Jähriger gedreht, wäre vielleicht etwas anderes dabei herausgekommen. Sie haben mir gesagt: ‚Wir machen einen Film über die Einsamkeit und ihre zerstörerischen Folgen.‘“
Der polnische Kameramann Adam Sikora, der mehrfach beim Polnischen Filmpreis nominiert gewesen und für Vier Nächte mit Anna ausgezeichnet (Beste Kamera) worden war, hatte in Tschechien schon mit David Ondříček zusammengearbeitet.
Gedreht wurde im niederschlesischen Teil Polens, namentlich in Nowa Ruda, Kłodzko und Breslau, dort in einem Gebäude der Medizinischen Akademie und in Räumlichkeiten der ehemaligen Strafanstalt Nr. 1 im historischen Gefängniskomplex an der ul. Kleczkowska.

### Screenings und Aufnahme
Der Film lief anschließend an seine Uraufführung bei der Berlinale auf weiteren Filmfestivals in und außerhalb von Europa, darunter waren auch einige Festivals mit dem Fokus auf Arbeiten für Kinder und Jugendliche. Die Altersfreigabe für Deutschland ist „ab 16“. Zudem war I, Olga in Kunst- und Kulturzentren zu sehen, die französische Fassung Moi, Olga zum Beispiel im Bozar, Brüssel. In Frankreich wurde die Präsentation des Films vorab diskutiert: Nach dem Anschlag in Nizza war es nicht selbstverständlich, die Verfilmung einer realen Bluttat mit einem Kraftwagen auf der Kinoleinwand zu zeigen.
I, Olga wurde international wohlwollend aufgenommen. Die 24-jährige Hauptdarstellerin des Films, Michalina Olszańska, wurde gepriesen für ihr eindrucksvolles Spiel, mit dem sie „ihren wankelmütigen Charakter“ gestalte, „bei dem sich die typischen Doppelleben-Muster einer Schizophrenie finden“: „Sie lässt ihre Figur schweben zwischen strotzendem Selbstbewusstsein in ihren Hochphasen – in denen sie, sieht man vom eigens angeeigneten Gang eines Bauern ab, der jungen Uma Thurman in Quentin Tarantinos Klassiker Pulp Fiction zum Verwechseln ähnlich sieht – und physischer Lebensmüdigkeit während ihrer depressiven Schübe.“ In einer anderen Besprechung wurde Olszańskas Erscheinungsbild als Hepnarová mit jenem der damals 12-jährigen Natalie Portman in Luc Bessons Léon – Der Profi verglichen.
Auf dem Fachgebiet der Sozialpsychiatrie wurde der Film direkt anlässlich seiner Uraufführung beachtet. Ilse Eichenbrenner wies darauf hin, dass „der Fall Hepnarová“ gut dokumentiert war und das Drehbuch nicht nur auf Briefen und Tagebüchern, sondern auch auf Gerichtsakten und ärztlichen Befunden basierte. Das enge, bürgerliche Milieu, in dem das Mädchen aufwuchs, erinnerte Eichenbrenner „an die beklemmende Spießigkeit in deutschen Familien, wie sie oft als Hintergrund der RAF-Generation beschrieben wurde“. Für Eichenbrenner schien der jungen Frau erstmals jemand wirklich zuzuhören, als sie „im Rahmen des [Straf]Verfahrens [...] ausführlich von Psychiatern exploriert“ wurde.
In ihrem Theaterstück und Hörspiel Autos (2020) griff die deutsche Schriftstellerin Enis Maci neben anderen realen Ereignissen das Attentat von Olga Hepnarová auf. Über den Spielfilm I, Olga meinte Maci in einem Interview, dass man diesen „vielleicht eher als Psychogramm deuten“ könne, während sie selbst sich mehr für „die Verhältnisse, die zu einer bestimmten Tat führen können“ interessiere und für „die Rhetorik, die um einen bestimmten Diskurs herum stattfindet“.

## Kritiken
Wiebke Porombka (Die Zeit) meinte im Jahr 2016, der Film verweise „direkt in die Gegenwart“.
Nadine Lange (Tagesspiegel) bezeichnete ihn als „Außenseiterinnendrama“.
Ulrich Sonnenschein (epd Film) beschrieb I, Olga als Film, der „in mattgrauen Bildern [...] ein freudloses Leben“ entfalte.
Esther Buss (der Freitag) sah die Arbeit als „Annäherung an eine Amokläuferin“.
Anlässlich des Kinostarts in Deutschland rezensierte Karsten Munt I, Olga für den Filmdienst. Er war zur Ansicht gekommen, dass der Film mit seiner „karge[n], statische[n] Ästhetik [...] eher der Chronik eines schmerzvollen Lebens denn einem Porträt“ gleiche, was „eine wachsende Distanz“ aufbaue und kein Verhältnis zur Protagonistin ermögliche. „Der Film verliert sich darüber in einer irritierenden Gestaltlosigkeit“, so Munt.
Glenn Kenny (The New York Times) nannte I, Olga „an austere, hypnotic story of sadness, madness and murder“.
Wenig überzeugt zeigten sich Leslie Felperin (The Guardian) und Godfrey Cheshire (rogerebert.com). Auch Jacques Mandelbaum (Le Monde) befand den Film für „verzichtbar“.

## Auszeichnungen
Beim Filmpreis Český lev war I, Olga im Jahr 2016 in neun Kategorien nominiert. Michalina Olszańska gewann die Auszeichnung als Beste Hauptdarstellerin, Klára Melíšková jene als Beste Nebendarstellerin. Zudem ging ein Preis an Lukáš Veverka für das beste Filmplakat.
Beim ältesten polnischen Filmfestival Lubuskie Lato Filmowe in Lagow wurde I, Olga im Jahr 2016 als Bester Spielfilm ausgezeichnet.